# テイラー・マティーニ
テイラー・アン・マティーニ（Taylor Ann Matheny、女性、1979年11月23日 - ）は、アメリカ合衆国の元プロレスラー。ワシントン州メイプルバレー出身。

## 経歴
2001年にMTVで放送されたWWE（当時WWF）の番組「タフイナフ」に出場、決勝まで進むが、ニディアに惜しくも敗れ準優勝。
同年11月、ニューイングランドのWWAでデビュー。以降は北米のインディ団体を転戦する。
2002年、アルシオンに来日。メリッサ&バイオニックJと「USインベーション」を結成し、来日初戦となる7月23日に吉田万里子&米山香織&Baby-A組に勝利。8月25日、藤田愛が持つWWWA世界スーパーライト級王座に挑戦するが、奪取ならず。
帰国後は「Live Action Wrestling」でメリッサと抗争を繰り広げる。
2003年末に引退。
2005年9月、ブライアン・ケンドリックとともに当時ROHの姉妹団体だったFIPに来場。ケンドリックとは2008年に結婚した。
引退後はハリウッドのメイクアーティストに転じる。